# حلقه مداری

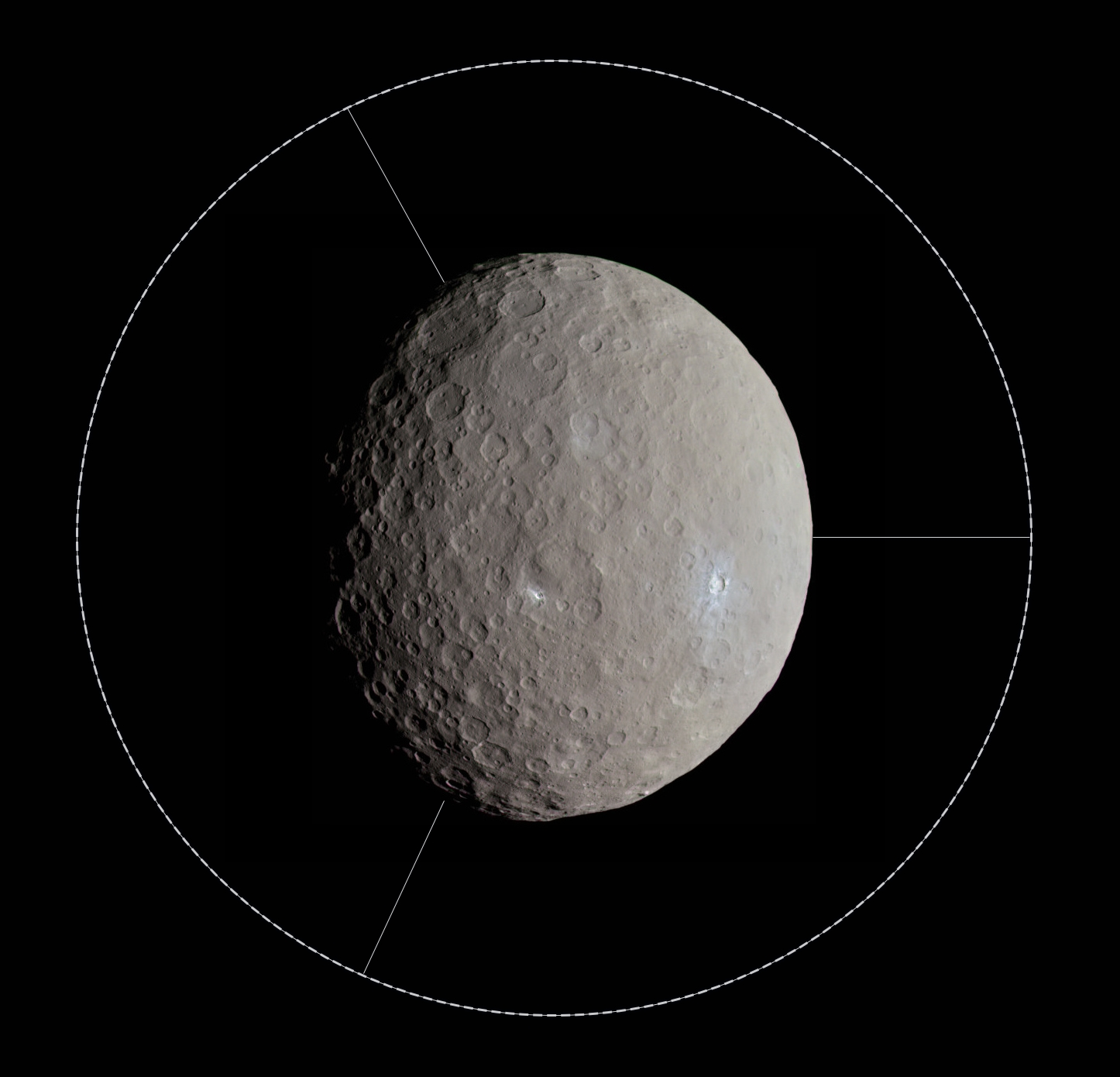
مفهوم حلقه مداری به دور سرس

حلقه‌ای مداری با اتصالات ثابت که به سمت زمین آویزان شده است. ایستگاه‌ها هنگام عبور از میان کابل‌های حلقوی، با خم کردن این کابل‌ها به سمت پایین، نیروی بالابر ایجاد می‌کنند.

حلقه مداری مفهومی از حلقه‌ای مصنوعی به دور جسمی است، بدین صورت که سرعت گردش حلقه به دور جسم به اندازه‌ای کافی بزرگ باشد تا نیروی گریز از مرکز ظاهری بتواند نیروی گرانش را خنثی کند. برای ایجاد چنین سازه‌ای در زمین سرعت مورد نیاز از مرتبه ۱۰ کیلومتر بر ثانیه و برای مدار پایینی زمین برابر ۸ کیلومتر بر ثانیه است. این سازه برای استفاده به عنوان ایستگاه فضایی، وسیله نقلیه سیاره‌ای برای حمل و نقل با سرعت بسیار بالا یا پرتاب فضایی در نظر گرفته شده است.